# Oreocharis
Oreocharis é um género botânico pertencente à família Gesneriaceae.

## Sinonímia
Dasydesmus, Perantha

## Espécies
Composto por 47 espécies:
- O. amabilis  - O. argyreia  - O. aurantiaca  - O. aurea  - O. auricula  - O. benthami  - O. bodinieri  - O. caobangensis  - O. cavalieri  - O. cinnamomea  - O. cordato  - O. cordatula  - O. dasyantha  - O. delavayi  - O. dentata  - O. elliptica  - O. esquirolii  - O. filipes  - O. flavida  - O. fokienensis  - O. forrestii  - O. georgei  - O. henryana  - O. heterandra  - O. hirsuta  - O. lanuginosus  - O. leiophylla  - O. leveilleana  - O. magnidens  - O. mairei  - O. maximowiczii  - O. micrantha  - O. minor  - O. nemoralis  - O. notha  - O. notochlaena  - O. obliqua  - O. obovata  - O. primuloides  - O. rhytidophylla  - O. rotundifolia  - O. seguini  - O. sericea  - O. squamigera  - O. tonkinensis  - O. tubicella  - O. tubiflora  - O. xiangguiensis